# Tegalrejo (Cilacap Selatan)
Tegalrejo is een bestuurslaag in het regentschap Cilacap van de provincie Midden-Java, Indonesië. Tegalrejo telt 11.827 inwoners (volkstelling 2010).